# 北八王子駅

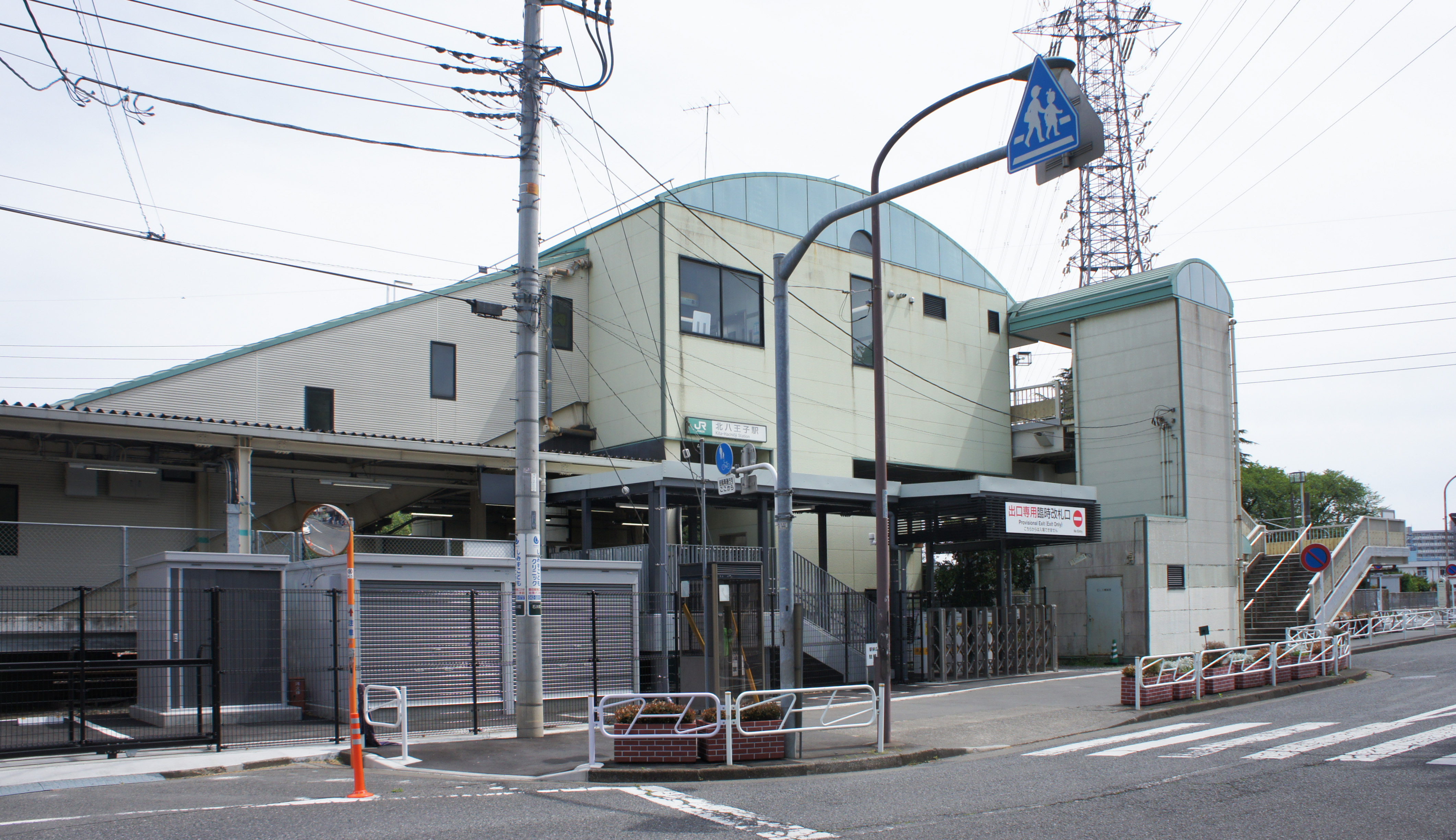
西口（2021年4月）

北八王子駅（きたはちおうじえき）は、東京都八王子市石川町にある、東日本旅客鉄道（JR東日本）八高線の駅である。八王子支社管轄の駅。

## 歴史
- 1959年（昭和34年）6月10日：日本国有鉄道（国鉄）八高線23番目の駅として開業[1]。旅客営業のみ。建設費200万円全額を地元が負担して建設された請願駅である[3]。当初は単式ホーム1面1線[1]の無人駅だった[3]が、国鉄末期に仮設の詰所が置かれ特別改札を実施するようになった。駅入口は現在の西口側、蛇腹ゲート付近にあった。詰所はホームに向かって右側、八王子寄りに置かれ、出札窓口があった。
- 1987年（昭和62年）4月1日：国鉄分割民営化に伴い、東日本旅客鉄道（JR東日本）の駅となる[2]。管理駅が小宮に変更。既に特別改札が常態化されており、無人扱いだが実態は日勤の有人駅となっていた。
- 1991年（平成3年）：仮設詰所の出札口が塞がれ、そこに自動券売機が2台設置される。民営化以降、この頃までに入口付近の屋根、改札ラッチ、方向表示の電照等が整備されている。
- 1995年（平成7年）：駅施設が現在の東口側に移設。現在の上りホーム1面で営業。旧駅施設は下り線路敷設のため取り壊し。
- 1996年（平成8年）3月16日：八王子 - 高麗川間の電化開業に伴い、相対式ホーム2面2線になり、橋上駅舎が設けられて正式に有人駅となる[1]。自動改札機・みどりの窓口設置。
- 2001年（平成13年）11月18日：ICカード「Suica」の利用が可能となる[広報 1]。
- 2006年（平成18年）
  - 3月15日：みどりの窓口の営業を終了。
  - 3月16日：「もしもし券売機Kaeruくん」が稼働開始[4]。
- 2009年（平成21年）3月中旬：混雑緩和のため、下りホーム拝島方60 mを2 m拡幅するとともに、拡幅部分にも屋根を設置[5]。
- 2012年（平成24年）2月14日：「もしもし券売機Kaeruくん」営業終了。
- 2020年（令和2年）12月24日：2番線ホームに出口専用臨時改札口を新設[6]。

## 駅構造
相対式ホーム2面2線を持つ地上駅で、橋上駅舎を有している。各ホームへは、エレベーターが設置してあるが、エスカレーターはない。八王子市管理の自由通路部分も東西各出口ともエレベーターはあるが、エスカレーターは未設置である。
JR東日本ステーションサービスが業務を行う業務委託駅で、八王子統括センター（八王子駅）が当駅を管理している。自動券売機、自動改札機が設置されている。2006年にみどりの窓口が廃止され、その代替として「もしもし券売機Kaeruくん」が設置されたが、2012年2月14日をもって営業終了し撤去された。
改札口は駅舎内のほか、2番線ホーム上には簡易Suica改札機が3台設置された出場専用・ICカード専用の臨時改札口が設けられている。この臨時改札口は平日の朝に限り開放され、2番線ホームから直接西口へ出ることができる。

### のりば
| 番線 | 路線    | 方向 | 行先             | 備考                                                                       |
| ---- | ------- | ---- | ---------------- | -------------------------------------------------------------------------- |
| 1    | ■八高線 | 上り | 八王子方面       |                                                                            |
| 2    | ■八高線 | 下り | 高麗川・高崎方面 | 高麗川駅から■川越線へ直通（川越方面行の列車） 高崎方面は高麗川駅で乗り換え |
| 2    | ■川越線 | 下り | 川越方面         | 高麗川駅から■川越線へ直通（川越方面行の列車） 高崎方面は高麗川駅で乗り換え |

（出典：JR東日本:駅構内図）

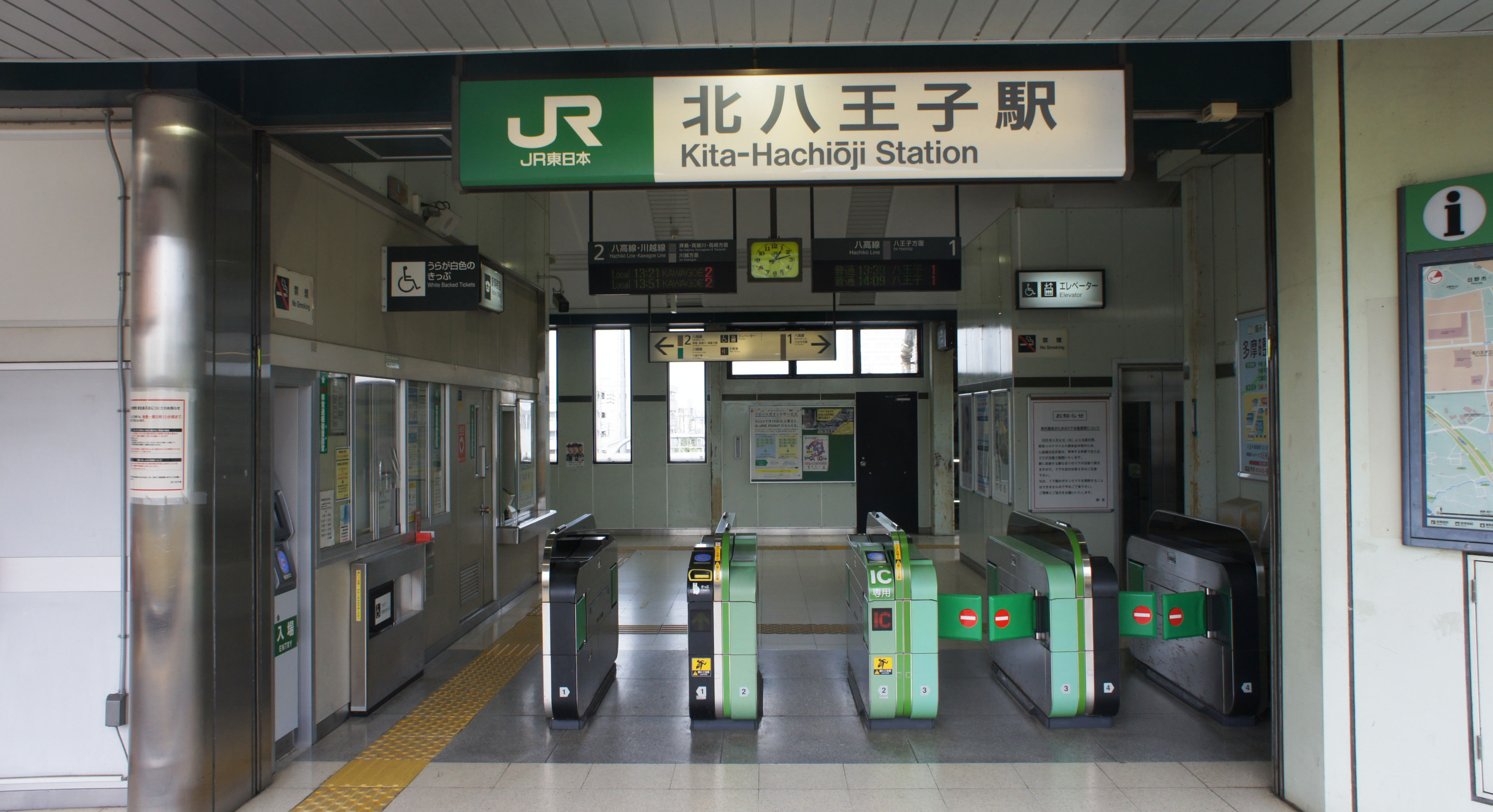
改札口（2021年4月）
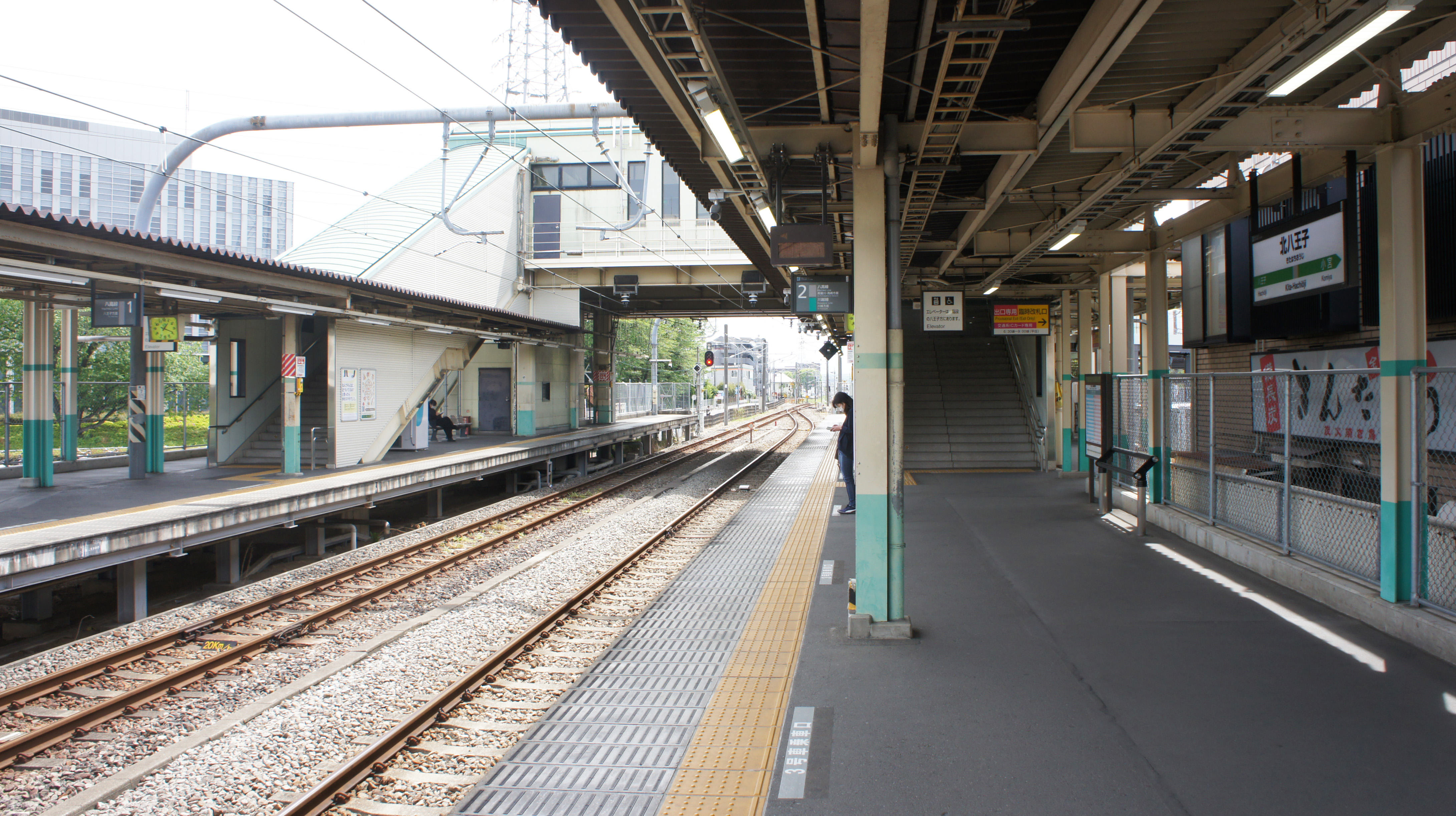
ホーム（2021年4月）

## 利用状況
2023年度（令和5年度）の1日平均乗車人員は6,960人である。他の路線への乗り換えがない八高線単独駅では最も多い。
1990年度（平成2年度）以降の1日平均乗車人員の推移は下記の通り。
| 年度               | 1日平均 乗車人員 | 出典     |
| ------------------ | ---------------- | -------- |
| 1990年（平成02年） | 2,162            | [ * 1 ]  |
| 1991年（平成03年） | 2,339            | [ * 2 ]  |
| 1992年（平成04年） | 2,444            | [ * 3 ]  |
| 1993年（平成05年） | 2,836            | [ * 4 ]  |
| 1994年（平成06年） | 3,099            | [ * 5 ]  |
| 1995年（平成07年） | 3,265            | [ * 6 ]  |
| 1996年（平成08年） | 4,312            | [ * 7 ]  |
| 1997年（平成09年） | 4,883            | [ * 8 ]  |
| 1998年（平成10年） | 5,088            | [ * 9 ]  |
| 1999年（平成11年） | 5,273            | [ * 10 ] |
| 2000年（平成12年） | 5,863            | [ * 11 ] |
| 2001年（平成13年） | 5,990            | [ * 12 ] |
| 2002年（平成14年） | 6,156            | [ * 13 ] |
| 2003年（平成15年） | 6,360            | [ * 14 ] |
| 2004年（平成16年） | 6,679            | [ * 15 ] |
| 2005年（平成17年） | 6,743            | [ * 16 ] |
| 2006年（平成18年） | 6,896            | [ * 17 ] |
| 2007年（平成19年） | 7,251            | [ * 18 ] |
| 2008年（平成20年） | 7,430            | [ * 19 ] |
| 2009年（平成21年） | 6,758            | [ * 20 ] |
| 2010年（平成22年） | 6,925            | [ * 21 ] |
| 2011年（平成23年） | 7,438            | [ * 22 ] |
| 2012年（平成24年） | 7,754            | [ * 23 ] |
| 2013年（平成25年） | 8,102            | [ * 24 ] |
| 2014年（平成26年） | 8,428            | [ * 25 ] |
| 2015年（平成27年） | 8,839            | [ * 26 ] |
| 2016年（平成28年） | 9,098            | [ * 27 ] |
| 2017年（平成29年） | 9,255            | [ * 28 ] |
| 2018年（平成30年） | 9,661            | [ * 29 ] |
| 2019年（令和元年） | 9,649            | [ * 30 ] |
| 2020年（令和02年） | 6,597            |          |
| 2021年（令和03年） | 6,041            |          |
| 2022年（令和04年） | 6,507            |          |
| 2023年（令和05年） | 6,960            |          |

## 駅周辺

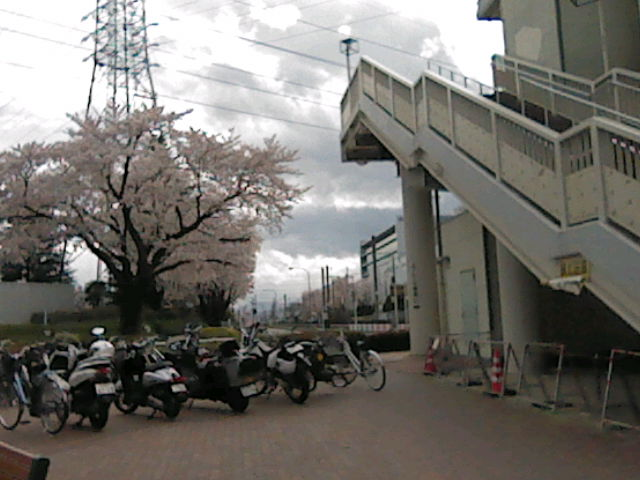
駅前の桜並木

八王子市の北部に立地する当駅の周辺は多摩地域有数の工場が集積する地帯になっていたが、宅地造成も進んでいる。西口側は主に住宅地である。
- 国道20号（甲州街道）
- 東京都立八王子東高等学校
- 東京都立大学 日野キャンパス
- 東海大学医学部付属八王子病院
- 北八王子駅前郵便局
- 八王子高倉郵便局
- 八王子富士見郵便局
- 東京消防庁第九消防方面本部 - 八王子消防署小宮出張所と合築
- 北八王子工業団地
  - アジレント・テクノロジー
  - 東京精密
  - 日本分光
  - カシオ計算機 八王子研究所
  - オリンパス グローバル本社
  - 三省堂印刷
  - ニレコ
  - JVCケンウッド八王子事業所（旧・ケンウッド本社）
- ダスキン 東京多摩中央工場
- ユニクロ 八王子高倉店
- オーケー 北八王子店
- スーパーアルプス 高倉店

## バス路線
北八王子駅
- はちバス
  - 北部ルート：西八王子駅行 / 東海大学八王子病院行

北八王子駅入口
- 西東京バス
  - 大02：八王子駅北口行 / 宇津木台行
  - 大03：八王子駅北口行 / 東海大学八王子病院行
  - 大11：八王子駅北口行 / 日野駅行
  - 通勤ライナー：新宿駅西口行（高速バス）

## 隣の駅
東日本旅客鉄道（JR東日本）
■八高線
八王子駅 - 北八王子駅 - 小宮駅

### 記事本文

##### 広報資料・プレスリリースなど一次資料
1. ↑  “Suicaご利用可能エリアマップ（2001年11月18日当初）” (PDF).   東日本旅客鉄道. 2019年7月27日時点のオリジナルよりアーカイブ。2020年4月27日閲覧。

### 利用状況
1. ↑  東京都統計年鑑 - 東京都
2. ↑  統計八王子 - 八王子市

JR東日本の2000年度以降の乗車人員
1. ↑  各駅の乗車人員（2000年度） - JR東日本
2. ↑  各駅の乗車人員（2001年度） - JR東日本
3. ↑  各駅の乗車人員（2002年度） - JR東日本
4. ↑  各駅の乗車人員（2003年度） - JR東日本
5. ↑  各駅の乗車人員（2004年度） - JR東日本
6. ↑  各駅の乗車人員（2005年度） - JR東日本
7. ↑  各駅の乗車人員（2006年度） - JR東日本
8. ↑  各駅の乗車人員（2007年度） - JR東日本
9. ↑  各駅の乗車人員（2008年度） - JR東日本
10. ↑  各駅の乗車人員（2009年度） - JR東日本
11. ↑  各駅の乗車人員（2010年度） - JR東日本
12. ↑  各駅の乗車人員（2011年度） - JR東日本
13. ↑  各駅の乗車人員（2012年度） - JR東日本
14. ↑  各駅の乗車人員（2013年度） - JR東日本
15. ↑  各駅の乗車人員（2014年度） - JR東日本
16. ↑  各駅の乗車人員（2015年度） - JR東日本
17. ↑  各駅の乗車人員（2016年度） - JR東日本
18. ↑  各駅の乗車人員（2017年度） - JR東日本
19. ↑  各駅の乗車人員（2018年度） - JR東日本
20. ↑  各駅の乗車人員（2019年度） - JR東日本
21. ↑  各駅の乗車人員（2020年度） - JR東日本
22. ↑  各駅の乗車人員（2021年度） - JR東日本
23. ↑  各駅の乗車人員（2022年度） - JR東日本
24. ↑  各駅の乗車人員（2023年度） - JR東日本

東京都統計年鑑
1. ↑  東京都統計年鑑（平成2年）
2. ↑  東京都統計年鑑（平成3年）
3. ↑  東京都統計年鑑（平成4年）
4. ↑  東京都統計年鑑（平成5年）
5. ↑  東京都統計年鑑（平成6年）
6. ↑  東京都統計年鑑（平成7年）
7. ↑  東京都統計年鑑（平成8年）
8. ↑  東京都統計年鑑（平成9年）
9. ↑  東京都統計年鑑（平成10年） (PDF)
10. ↑  東京都統計年鑑（平成11年） (PDF)
11. ↑  東京都統計年鑑（平成12年）
12. ↑  東京都統計年鑑（平成13年）
13. ↑  東京都統計年鑑（平成14年）
14. ↑  東京都統計年鑑（平成15年）
15. ↑  東京都統計年鑑（平成16年）
16. ↑  東京都統計年鑑（平成17年）
17. ↑  東京都統計年鑑（平成18年）
18. ↑  東京都統計年鑑（平成19年）
19. ↑  東京都統計年鑑（平成20年）
20. ↑  東京都統計年鑑（平成21年）
21. ↑  東京都統計年鑑（平成22年）
22. ↑  東京都統計年鑑（平成23年）
23. ↑  東京都統計年鑑（平成24年）
24. ↑  東京都統計年鑑（平成25年）
25. ↑  東京都統計年鑑（平成26年）
26. ↑  東京都統計年鑑（平成27年）
27. ↑  東京都統計年鑑（平成28年）
28. ↑  東京都統計年鑑（平成29年）
29. ↑  東京都統計年鑑（平成30年）
30. ↑  東京都統計年鑑（平成31年・令和元年）